# Chiaki Ishii
Chiaki Ishii, född den 1 oktober 1941 i Ashikaga, Japan, är en brasiliansk judoutövare.
Han tog OS-brons i herrarnas halv tungvikt i samband med de olympiska judotävlingarna 1972 i München.